# Lupinus citrinus
Lupinus citrinus är en ärtväxtart som beskrevs av Albert Kellogg. Lupinus citrinus ingår i släktet lupiner, och familjen ärtväxter.

## Underarter
Arten delas in i följande underarter:
- L. c. citrinus
- L. c. deflexus